# 19 април
19 април е 109-ият ден в годината според григорианския календар (110-и през високосна). Остават 256 дни до края на годината.

## Събития
- 65 г. – разкрит е „Пизоновия заговор“ срещу император Нерон.
- 548 г. – Тържествено е осветена базиликата Сан Витале в Равена от 27-ия епископ на Равена Максимиан Равенски.
- 1332 г. – Състои се сватбата на Стефан Душан и Елена Българска.
- 1346 г. – Полският крал Кажимеж III Велики дава на Бидгошч статут на град.
- 1587 г. – Английският адмирал Френсис Дрейк потапя испанската флота в пристанището на Кадис.
- 1592 г. – Основан е аржентинският град Сан Салвадор де Хухуй.
- 1770 г. – В църквата св. Августин във Виена е сключен „символичен брак“ между Мария-Антония и отсъстващия Луи XVI. На церемонията Мария-Антония официално приема името Мария-Антоанета и титлата „Дофина на Франция“.
- 1774 г. – Състои се премиерата на операта от Кристоф Глук „Ифигения в Авлида“.
- 1775 г. – Започва Американската война за независимост.

- 1783 г. – Екатерина II издава манифест за присъединяване на Крим и Кубанска област към Русия.
- 1805 г. – Френският тъкач на коприна Жозеф Мари Жакар изобретява жакарда.
- 1810 г. – С народно въстание в Каракас започва войната за независимост на Венецуела от Испания.
- 1839 г. – С Договора от Лондон е създадено независимо от Нидерландия кралство Белгия.
- 1850 г. – Великобритания и САЩ подписват договор за съвместно строителство на Панамския канал.
- 1851 г. – Създаден е окръг Фултън в щата Пенсилвания, САЩ.
- 1898 г. – Създадена е минна част към Черноморския флот във Варна.
- 1903 г. – В Кишинев започва един от най-кървавите в Русия погроми над евреи.
- 1904 г. – По-голямата част от Торонто в Онтарио, Канада е опустошена от пожар.
- 1906 г. – Нобеловият лауреат Пиер Кюри загива нелепо, попадайки в конски впряг при пресичане на улицата.
- 1919 г. – Американецът Лесли Ървин извършва успешно първия скок с парашут от самолет.
- 1919 г. – Полската армия освобождава Вилнюс от болшевишка власт.
- 1925 г. – Основан е чилийският футболен отбор от Сантяго Коло Коло.
- 1928 г. – От печат излиза последния (125-и) том от първото издание на Оксфордски английски речник.
- 1941 г. – Открит е астероидът 3892 Дежьо от финландския астроном Лиси Отема в Турку.
- 1941 г. – Втората световна война: България във Втората световна война: В съответствие с ангажиментите си към Страните от Оста българската армия освобождава Вардарска Македония, а на 20 април – Беломорска Тракия, което се възприема за национално обединение.
- 1943 г. – Втората световна война: Нацистки войски влизат във Варшавското гето, за да претърсят останалите евреи, което разпалва първото масово въстание в Полша срещу нацистката окупация по време на Холокоста.
- 1943 г. – Швейцарският химик Алберт Хофман за първи път умишлено приема синтезирания от него наркотик ЛСД и усеща неговото действие като се прибира у дома с велосипед.

- 1944 г. – Случайно е открита Казанлъшката гробница под могилен насип от войници, които копаели окоп в североизточната част на Казанлък.
- 1947 г. – Партията Индийски национален конгрес склонява страната да бъде разделена на Индия и Пакистан.
- 1956 г. – Актрисата Грейс Кели се омъжва за Рение III, принц на Монако.
- 1961 г. – Операцията в Залива на прасетата в Куба приключва с успех за защитниците.
- 1970 г. – Произведен е първият автомобил ВАЗ 2101.
- 1971 г. – СССР изстрелва Салют-1, първата създадена от човек космическа станция.
- 1971 г. – Сиера Леоне е обявена за република.
- 1975 г. – Кината става официалната валута и разплащателно средство в Папуа-Нова Гвинея и заменя австралийския долар.
- 1976 г. – Състои се премиерата на българския игрален филм Апостолите.
- 1980 г. – Пусната е на вода ударната подводница от клас „Лос Анджелис“ Бостън.
- 1984 г. – Австралия приема нов национален химн.
- 1995 г. – Атентат в Оклахома Сити: В Оклахома Сити е извършен първият мащабен терористичен акт в САЩ, при който загиват 168 души.
- 1999 г. – Германският Бундестаг възвръща седалището си в Берлин.
- 2000 г. – Самолетът при полет 541 на „Еър Филипийнс“ се разбива близо до пистата в Самал, Давао дел Норте, Филипините и убива всички 131 души на борда.
- 2003 г. – Състои се премиерата на японския филм Дете на луната.
- 2005 г. – Йозеф Рацингер е избран за папа Бенедикт XVI на втория ден от папския конклав.
- 2007 г. – Цар Калоян е тържествено погребан с държавни почести в църквата „Свети Четиридесет мъченици“ във Велико Търново.
- 2020 г. – Кристиан Николов убива журналиста Милен Цветков, в тежка автомобилна катастрофа.

## Родени
- 1665 г. – Жак Лелонг, френски библиограф († 1721 г.)
- 1686 г. – Василий Татишчев, руски държавник († 1750 г.)
- 1721 г. – Роджър Шърман, американски юрист († 1793 г.)
- 1772 г. – Давид Рикардо, английски икономист († 1823 г.)
- 1776 г. – Василий Головнин, руски мореплавател († 1831 г.)
- 1793 г. – Фердинад I, император на Австрия († 1875 г.)
- 1795 г. – Кристиан Готфрид Еренберг, германски естествоизпитател († 1876 г.)
- 1796 г. – Франц Антон фон Герстнер, австрийски инженер († 1840 г.)
- 1801 г. – Густав Фехнер, германски психолог († 1887 г.)
- 1832 г. – Лукреция Гарфийлд, първа дама на САЩ († 1918 г.)
- 1832 г. – Хосе Ечегарай, испански поет, Нобелов лауреат през 1904 г. († 1916 г.)
- 1834 г. – Григорий Мясоедов, руски художник († 1911 г.)
- 1846 г. – Луис Хорхе Фонтана, аржентински топограф († 1920 г.)
- 1847 г. – Фердинанд Фелнер, австрийски архитект († 1916 г.)
- 1848 г. – Всеволод Милер, руски езиковед († 1913 г.)
- 1857 г. – Василий Богородицки, руски лингвист († 1941 г.)
- 1863 г. – Цветан Радославов, български интелектуалец († 1931 г.)
- 1874 г. – Ернст Рудин, швейцарски психолог († 1952 г.)
- 1877 г. – Оле Евинруде, норвежки изобретател († 1934 г.)
- 1881 г. – Валентин Волков, руски художник († 1964 г.)
- 1882 г. – Жетулиу Варгас, бразилски политик († 1954 г.)
- 1883 г. – Рихард фон Мизес, австрийски математик († 1953 г.)
- 1886 г. – Хироши Ошима, японски дипломат († 1975 г.)
- 1889 г. – Ото Тиерак, немски политик († 1946 г.)
- 1891 г. – Рикардо Бакели, италиански писател († 1985 г.)
- 1892 г. – Георгий Адамович, руски поет († 1972 г.)
- 1892 г. – Жермен Тайфер, френски композитор († 1983 г.)
- 1894 г. – Елизабет Дилинг, американска писателка († 1966 г.)
- 1897 г. – Жироемон Кимура, японски дълголетник († 2013 г.)
- 1897 г. – Констанс Талмадж, американска актриса († 1973 г.)
- 1899 г. – Джордж Обриен, американски артист († 1985 г.)
- 1900 г. – Александър Птушко, руски режисьор († 1973 г.)
- 1900 г. – Ричард Хюз, английски писател († 1976 г.)
- 1902 г. – Вениамин Каверин, руски писател († 1989 г.)
- 1903 г. – Елиът Нес, американски финансист († 1957 г.)
- 1904 г. – Георги Димитров, български композитор († 1979 г.)
- 1905 г. – Джим Молисън, шотландски пилот († 1959 г.)
- 1905 г. – Карл Алфред Майер, швейцарски психиатър († 1995 г.)
- 1907 г. – Афрасияб Бадалбейли, азербайджански композитор († 1976 г.)
- 1909 г. – Борис Блинов, руски артист († 1943 г.)
- 1911 г. – Георги Марков, руски писател († 1991 г.)
- 1912 г. – Глен Сиборг, американски химик, Нобелов лауреат през 1951 г. († 1999 г.)
- 1922 г. – Ерих Хартман, немски офицер († 1993 г.)
- 1922 г. – Куно Кльоцер, германски футболист († 2011 г.)
- 1924 г. – Вернер Колмайер, германски футболист († 1974 г.)
- 1925 г. – Хю О'Браян, американски артист
- 1928 г. – Алексис Корнер, английски музикант († 1984 г.)
- 1931 г. – Андрей Ершов, руски програмист († 1988 г.)
- 1933 г. – Джейн Мансфийлд, американска актриса († 1967 г.)
- 1933 г. – Любен Диманов, български художник († 2023 г.)
- 1934 г. – Жан Циглер, швейцарски политик
- 1936 г. – Вилфрид Мартенс, министър-председател на Белгия († 2013 г.)
- 1937 г. – Хосе Естрада, президент на Филипините
- 1940 г. – Кърт Ахренс дж., германски автомобилен състезател
- 1941 г. – Виталий Игнатенко, генералния директор на ИТАР-ТАСС
- 1942 г. – Алън Прайс, клавирист на група Animals
- 1943 г. – Лоренсо Санс, испански бизнесмен († 2020 г.)
- 1944 г. – Джеймс Хекман, американски икономист, Нобелов лауреат през 2000 г.
- 1946 г. – Тим Къри, британски актьор
- 1948 г. – Мая Драгоманска, българска актриса
- 1949 г. – Неждет Моллов, български политик
- 1951 г. – Бари Браун, американски актьор († 1978 г.)
- 1954 г. – Тревър Франсис, английски футболист († 2023 г.)
- 1955 г. – Сергей Рудницки, руски композитор
- 1956 г. – Волен Сидеров, български политик
- 1957 г. – Африка Бамбаата, американски диджей
- 1957 г. – Мукеш Амбани, индийски бизнесмен
- 1957 г. – Сергей Баталов, руски артист
- 1961 г. – Анна Герасимова, руска певица
- 1962 г. – Ирина Нелсън, руска певица
- 1968 г. – Ашли Джъд, американска актриса
- 1968 г. – Мсвати III, крал на Свазиленд
- 1969 г. – Корнелия Благоева, българска поетеса
- 1969 г. – Жужа Полгар, унгарска (впоследствие американска) шахматистка
- 1970 г. – Луис Мигел, мексикански певец
- 1971 г. – Пенка Петрова, български микробиолог и молекулярен биолог
- 1971 г. – Атанас Сребрев, български актьор и певец
- 1972 г. – Ривалдо, бразилски футболист
- 1975 г. – Юси Яскеляйнен, финландски футболист
- 1978 г. – Габриел Хайнце, аржентински футболист
- 1979 г. – Антоанета Стефанова, българска шахматистка
- 1979 г. – Кейт Хъдсън, американска актриса
- 1981 г. – Мартин Хавлат, чешки хокеист
- 1981 г. – Хейдън Кристенсен, канадски актьор
- 1981 г. – Христина Георгиева, български политик и психолог
- 1987 г. – Мария Шарапова, руска тенисистка
- 1987 г. – Оксана Акиншина, руска актриса
- 1988 г. – Диего Буонаноте, аржентински футболист
- 1989 г. – Марко Арнаутович, австрийски футболист
- 2000 г. – Лукас Браатен, алпийски скиор

## Починали
- 65 г. – Гай Калпурний Пизон, римски политик (* неизв.)
- 1044 г. – Готцело I, лотарингски херцог (* 970 г.)
- 1054 г. – Лъв IX, римски папа (* 1002 г.)
- 1390 г. – Робърт II Стюарт, крал на Шотландия (* 1316 г.)
- 1560 г. – Филип Меланхтон, немски теолог (* 1497 г.)
- 1567 г. – Михаел Щифел, немски математик (* 1487 г.)
- 1588 г. – Паоло Веронезе, италианският художник (* 1528 г.)
- 1632 г. – Сигизмунд I, крал на Швеция (* 1561 г.)
- 1689 г. – Кристина, шведска кралица (* 1626 г.)
- 1768 г. – Каналето, италиански художник (* 1697 г.)
- 1790 г. – Григорий Спиридов, руски адмирал (* 1713 г.)
- 1813 г. – Бенджамин Ръш, американски писател (* 1745 г.)
- 1824 г. – Джордж Байрон, британски поет (* 1788 г.)
- 1873 г. – Хамилтън Хюм, австралийски изследовател (* 1797 г.)
- 1881 г. – Бенджамин Дизраели, министър-председател на Обединеното кралство (* 1804 г.)
- 1882 г. – Чарлз Дарвин, автор на теорията за еволюцията на видовете (* 1809 г.)
- 1885 г. – Николай Костомаров, руски историк (* 1817 г.)
- 1894 г. – Сава Доброплодни, български културен деец (* 1820 г.)
- 1906 г. – Пиер Кюри, френски физик, Нобелов лауреат през 1903 г. (* 1859 г.)
- 1908 г. – Милан Змията, български революционер (* ? г.)
- 1914 г. – Чарлс Пърс, американски философ (* 1839 г.)
- 1923 г. – Григор Георгиев, български революционер (* 1889 г.)
- 1925 г. – Илия Трайков, български революционер (* ? г.)
- 1925 г. – Стоян Леков, български революционер (* 1879 г.)
- 1930 г. – Стоян Загорски, български военен деец (* 1864 г.)
- 1933 г. – Ангел Симеонов, български революционер (* 1892 г.)
- 1933 г. – Васил Николов – Кучичански, български революционер (* 1895 г.)
- 1933 г. – Димитър Паликрушев, български революционер (* ? г.)
- 1933 г. – Дончо Христов, български революционер (* 1891 г.)
- 1933 г. – Стоян Георгиев, български революционер (* 1898 г.)
- 1934 г. – Александър Морфов, български композитор (* 1880 г.)
- 1936 г. – Антон Костадинов, български революционер (* 1878 г.)
- 1937 г. – Уилям Конуей, английски изкуствовед (* 1856 г.)
- 1937 г. – Уилям Мортън Уилър, американски ентомолог (* 1865 г.)
- 1938 г. – Костадин Бояджиев, български революционер (* 1880 г.)
- 1942 г. – Михаил Ефремов, руски генерал (* 1897 г.)
- 1949 г. – Мате Булев, гръцки партизанин (* 1904 г.)
- 1949 г. – Ото Нерц, германски футболист (* 1892 г.)
- 1954 г. – Методий Попов, български биолог (* 1881 г.)
- 1955 г. – Джим Корбет, британски писател и ловец (* 1875 г.)
- 1958 г. – Били Мередит, английски футболист (* 1874 г.)
- 1967 г. – Конрад Аденауер, западногермански държавник (* 1876 г.)
- 1973 г. – Ханс Келзен, австрийски философ (* 1881 г.)
- 1975 г. – Константин Белчев, български революционер (* 1874 г.)
- 1977 г. – Гюнтер Бруно Фукс, немски поет (* 1928 г.)
- 1977 г. – Димитър Недков, български революционер (* 1883 г.)
- 1983 г. – Йежи Анджейевски, полски писател (* 1909 г.)
- 1985 г. – Сергей Токарев, руски етнограф (* 1899 г.)
- 1987 г. – Максуел Тейлър, американски офицер (* 1901 г.)
- 1989 г. – Дафни дю Морие, британска писателка (* 1907 г.)
- 1990 г. – Сергей Филипов, руски актьор (* 1912 г.)
- 1993 г. – Дейвид Кореш, американски проповедник (* 1959 г.)
- 1998 г. – Октавио Пас, мексикански писател, Нобелов лауреат през 1990 г. (* 1914 г.)
- 1999 г. – Рагип Яшари, косовски политик (* 1961 г.)
- 2000 г. – Крум Милев, български футболист и треньор (* 1915 г.)
- 2001 г. – Андре дю Буше, френски поет (* 1924 г.)
- 2004 г. – Владимир Капличний, съветски футболист (* 1944 г.)
- 2005 г. – Джордж Косматос, италиански режисьор (* 1941 г.)
- 2009 г. – Анатолий Кулешов, руски музикант (* 1959 г.)
- 2009 г. – Джеймс Балард, английски писател (* 1930 г.)
- 2011 г. – Елизабет Слейдън, английска актриса (* 1948 г.)
- 2013 г. – Франсоа Жакоб, френски биолог, носител на Нобелова награда (* 1920 г.)
- 2020 г. – Милен Цветков, известен български журналист (* 1966 г.)

## Празници
- Сиера Леоне – Ден на републиката (1971 г.)
- Венецуела – Ден на независимостта (1810 г.)
- Великобритания – Ден на игликата (годишнина от смъртта на Бенджамин Дизраели)
- Уругвай – Ден на 33-мата патриоти
- Великден през 1908, 1981, 1987, 1992 и 2009 (датата, в която най-често се пада празника по Григорианския календар)
- Ден на велосипеда – първото умишлено използване на наркотик (ЛСД, от неговия откривател Алберт Хофман през 1943 г.)